# Jean Robert Yelou
Jean Robert Yelou (ur. 25 września 1983) – vanuacki piłkarz grający na pozycji pomocnika.

## Kariera klubowa
Karierę piłkarską Yelou rozpoczął klubie Tafea FC. W jego barwach pięciokrotnie zdobył w mistrzostwo Vanuatu w 2002, 2003, 2004, 2005, 2006. W 2007 odszedł do klubu Amicale FC, w którym występuje do chwili obecnej. Z Amicale trzykrotnie zdobył mistrzostwo 2010, 2011 i 2012 oraz dotarł do finału Ligi Mistrzów OFC w 2011.

## Kariera reprezentacyjna
W reprezentacji Vanuatu Yelou zadebiutował w 2002. W 2008 uczestniczył w Pucharze Narodów Oceanii 2008, który był jednocześnie częścią eliminacji Mistrzostw Świata 2010. W 2012 po raz drugi uczestniczył w Pucharze Narodów Oceanii, który był jednocześnie częścią eliminacji Mistrzostw Świata 2014.